# Josef Čtyřoký
Josef Čtyřoký (Smíchov, 1906. szeptember 30. – 1985. január 11.), világbajnoki ezüstérmes csehszlovák válogatott labdarúgó.
A csehszlovák válogatott tagjaként részt vett az 1934-es világbajnokságon.

## Sikerei, díjai
Slavia Praha
- Csehszlovák bajnok (1): 1925

Sparta Praha
- Csehszlovák bajnok (4): 1931–32, 1935–36, 1937–38, 1938–39
- Közép-európai kupa győztes (1): 1935

Csehszlovákia
- Világbajnoki döntős (1): 1934